# 982.
◄ | 9. stoljeće | 10. stoljeće | 11. stoljeće | ►
◄ | 950-ih | 960-ih | 970-ih | 980-ih | 990-ih | 1000-ih | 1010-ih | ►
◄◄ | ◄ | 979. | 980. | 981. | 982. | 983. | 984. | 985. | ► | ►►
Astronomija • Knjige • Književnost • Kršćanstvo • Pravo • Promet

## Događaji
- 13. srpnja – Bitka kod Stiloa u kojoj muslimanske trupe kalbidskog sicilijanskog emira (Saraceni) kraj Crotonea nanose veliki poraz carskoj njemačkoj vojsci cara Otona II.
- Erik Crveni doplovljava do obala Grenlanda

## Vanjske poveznice
|  | Zajednički poslužitelj ima još gradiva o temi 982. |